# Endoxyla neuroxantha
Endoxyla neuroxantha is een vlinder uit de familie van de Houtboorders (Cossidae). De wetenschappelijke naam van de soort is voor het eerst gepubliceerd in 1900 door Oswald Bertram Lower.
De soort komt voor in Australië.